# Pakhawaj

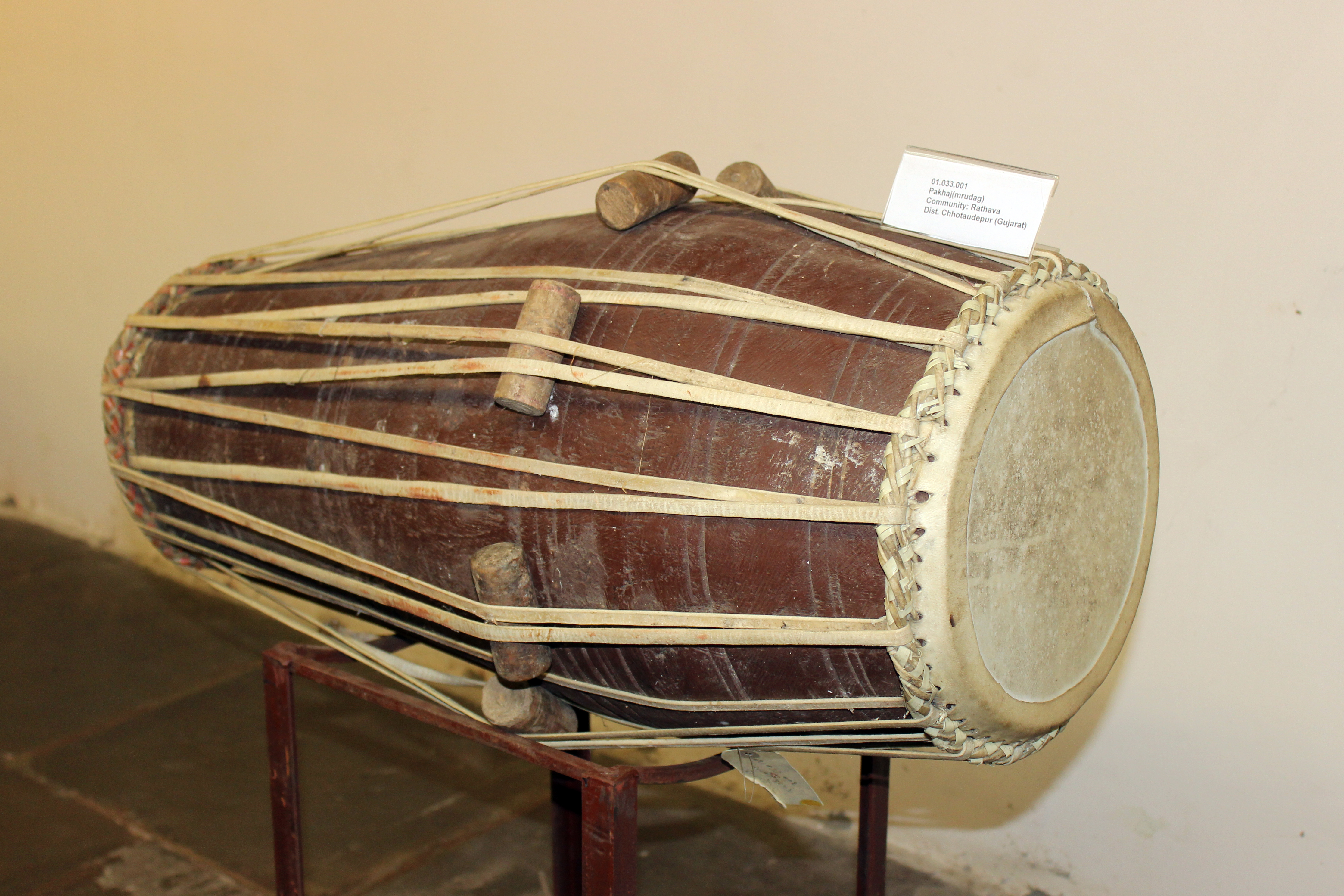
In der Volksmusik von Gujarat gespielte pakhawaj, ausgestellt im Bharat Bhavan, Bhopal

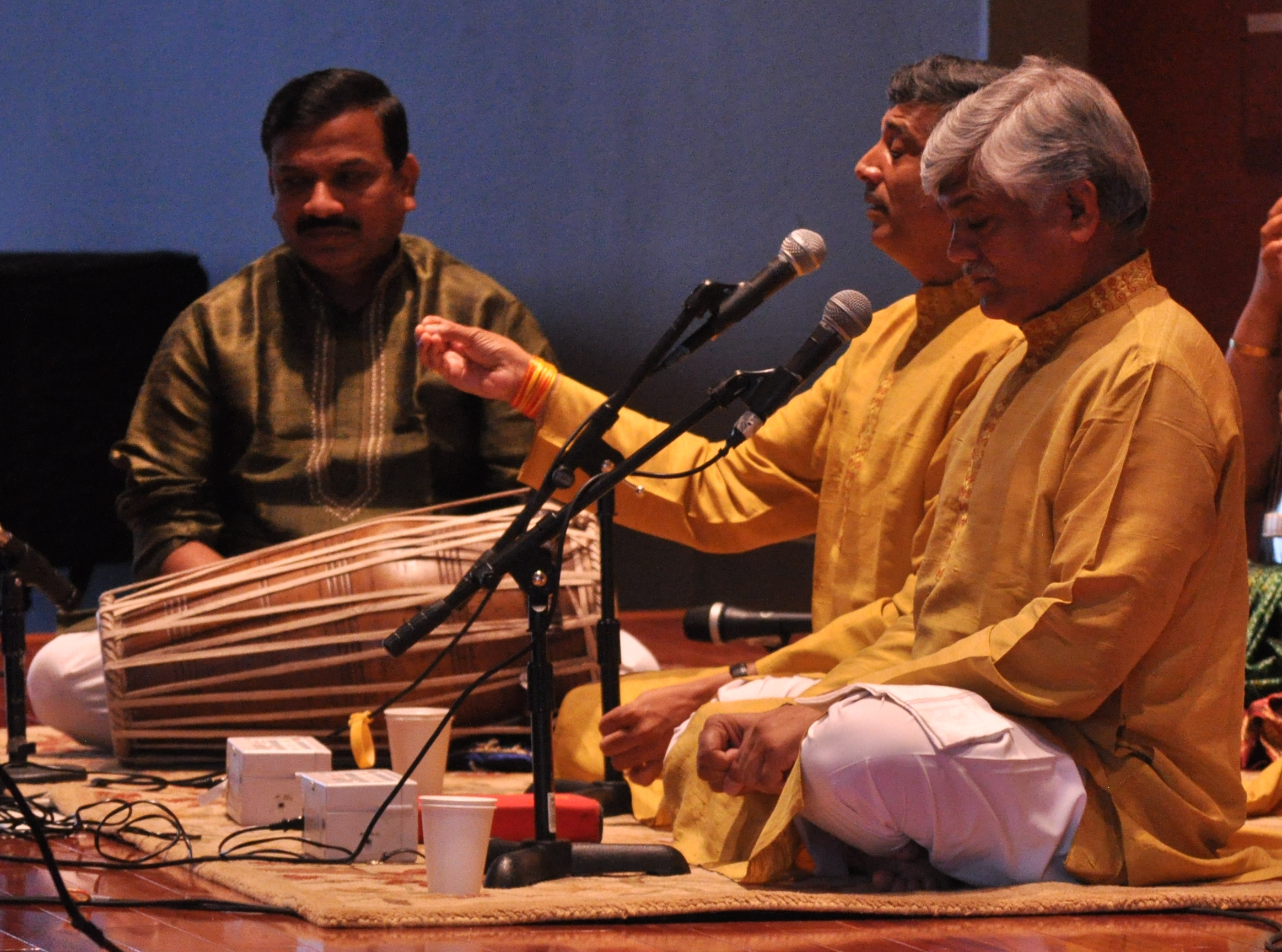
Akhilesh Gundecha spielt pakhawaj, Umakant Gundecha und Ramakant Gundecha singen im Dhrupad-Stil

Pakhawaj (Hindi पखावज), auch pakhavaj, mrdang, ist eine Doppelfelltrommel der nordindischen Musik, die mit den Händen geschlagen wird. 
Die pakhawaj ist eine asymmetrische Doppelkonustrommel und gleicht den südindischen Trommeln mridangam und maddale, der nordindischen dholak, der nordostindischen khol, der nepalesischen pashchima und der schlankeren pung in Manipur. 
Die Felle sind mit einer V-Schnurspannung am hölzernen Korpus befestigt. Die Trommel wird mit Holzklötzchen unter der Verspannung gestimmt. Die Felle haben unterschiedliche Größe. Das höhere Fell ist außen mit einem Auge aus einer schwarzen Stimmpaste versehen. Das Bassfell wird vor dem Spiel außen mit einer feuchten Paste aus Mehl oder Grieß beschwert. 
Durch den komplexen Fellaufbau lässt sich mit der pakhawaj ein differenziertes Klangspektrum hervorrufen. Der Spieler sitzt im Schneidersitz auf dem Boden und das Instrument liegt quer vor ihm, das Bassfell auf der linken Seite.
Die pakhawaj gehört zu einem Trommeltyp, dessen Form bereits um die Zeitenwende Bharata in seinem musikkundlichen Werk Natyashastra unter der Bezeichnung ankika (Sanskrit, „auf der Seite liegend“) beschrieb. Sie wird hauptsächlich in der klassischen Musik Nordindiens gespielt. Wegen ihres tiefen, machtvollen Klangs dient sie insbesondere zur Begleitung des ehrwürdigen und ernsten Gesangstils Dhrupad und der rudra vina, kann aber auch solistisch gespielt werden. Außerdem wird sie zur Begleitung des Kathak, eines nordindischen Tanzes, verwendet. Im weniger strengen klassischen Khyal-Stil wurde sie durch die tabla, ein Kesseltrommelpaar, verdrängt. 
Die pakhawaj hat wie die tabla eine eigene Trommelsprache, jeder Anschlag hat eine onomatopoetische Silbe (bol). Der Pakhawajspieler kann eine Komposition auch ohne Trommel rezitieren und die Rhythmen memorieren.